# Abdellatif Zein
Pour les articles homonymes, voir Zein.
Abdellatif Zein (né le 23 novembre 1932 à Kfar Roummane au Sud-Liban et mort le 26 mai 2019 à Beyrouth) est un homme politique libanais.

## Biographie
Juriste francophone, membre d’une famille politique traditionnelle, il occupe depuis 1962 le siège de député chiite de Nabatiyé.
À partir de 1992, il a intégré le bloc parlementaire de Nabih Berri (aujourd’hui appelé bloc de la Libération et du Développement), sans pour autant faire partie du Mouvement Amal.
Il a auparavant occupé le poste de ministre de l’Agriculture entre 1969 et 1970, dans des gouvernements dirigés par l’ancien Premier ministre Rachid Karamé.